# Wicküler City
Die Wicküler City, bis 2014 bekannt als Wicküler Park, ist ein aus drei Gebäuden bestehender Komplex mit Einkaufs- und Büroflächen im Wuppertaler Stadtteil Unterbarmen sowie flächenmäßig das größte Einkaufszentrum der Stadt, vor den City-Arkaden Wuppertal und der Rathaus-Galerie Wuppertal im Stadtteil Elberfeld.

## Lage
Die Wicküler City liegt zum größten Teil im Stadtbezirk Barmen in den Wohnquartieren Friedrich-Engels-Allee im Norden sowie Hesselnberg im Süden. Der westliche Teil des Komplexes befindet sich im Wohnquartier Elberfeld-Mitte des Stadtbezirks Elberfeld. Der nördliche und der südliche Teil werden durch die Bahnstrecke Elberfeld–Dortmund getrennt. Das weitläufige Areal befindet sich in unmittelbarer Nähe zur Gerichtsinsel, zum Universitätscampus Haspel, zum Skulpturenpark Waldfrieden, zum Bahnhof Wuppertal-Unterbarmen sowie zum Unterbarmer Friedhof.

## Geschichte
Das nördliche Gebäude des heutigen Komplexes wurde 1916 im Wohnquartier Friedrich-Engels-Allee errichtet und diente als Hauptsitz der 1845 gegründeten Wicküler-Küpper Brauerei GmbH. Als 1990 die Produktion und 1996 auch die verbliebene Hauptverwaltung der Brauerei nach Köln verlegt wurden, erwarb die Unternehmensgruppe Clees den Komplex und veranlasste im gleichen Jahr mit einem Investitionsvolumen von 210 Mio. DM (etwa 107 Mio. Euro) die Sanierung und Modernisierung des Standorts zum neuen Fachmarktzentrum Wicküler Park mit drei Gebäuden. In das nördlich gelegene Gebäude zog der Einzelhandelskonzern Walmart und errichtete im westlichen Teil des Geländes der ehemaligen Justizvollzugsanstalt Wuppertal seine Deutschland-Zentrale; als Untermieter entstand dort eine Media Markt-Filiale. 2007 übernahm die Metro Group Walmart; in die Ladenflächen des ehemaligen Walmart zog ein Real-Markt, im westlichen Gebäude befindet sich heute die Steuerberatung RSM Breidenbach.
Nach einem zwischenzeitlichen Verkauf befindet sich der Komplex seit 2011 erneut im Besitz der Gruppe. 2012 stand der Gebäudekomplex kurzzeitig als möglicher Standort der geplanten Ansiedlung des Einrichtungskonzerns IKEA zur Diskussion, wurde aufgrund rechtlicher und wirtschaftlicher Restriktionen aber nicht weiter verfolgt.
Nach der umfangreichen Renovierung und Modernisierung seit Sommer 2014 ist das Einkaufszentrum unter dem Namen Wicküler City bekannt, neben neuen Hauptmietern und einem optisch und technisch veränderten Eingangs- und Handelsbereich wird auch ein neues Gastronomiekonzept in Form eines Food-Courts realisiert. Seit Januar 2017 bilden das städtische Ressort für Zuwanderung und Integration, Teile des lokalen Jobcenters sowie weitere auf Integration spezialisierte Einrichtungen auf etwa 3700 Quadratmetern Nutzfläche das Kompetenzzentrum Haus der Integration, um Geflüchteten und anderen Zuwanderungsgruppen die Integration zu erleichtern.
Hauptmieter waren 2017 unter anderem die Handelsketten Real (Mietvertrag lief im Sommer 2018 aus; Fläche inzwischen von Kaufland übernommen) und Woolworth, die Elektronikkette Media Markt, ein dm-drogerie markt, der Zoofachhandel Das Futterhaus, der Textilhändler Takko, und ein Fitnesscenter. Darüber hinaus unterhält die Bergische Universität Wuppertal Büros für vereinzelte Fächer. Im Spätherbst 2017 eröffnete außerdem der Sportfachhandel Decathlon einen Standort im westlichen Teil.

## Gebäude

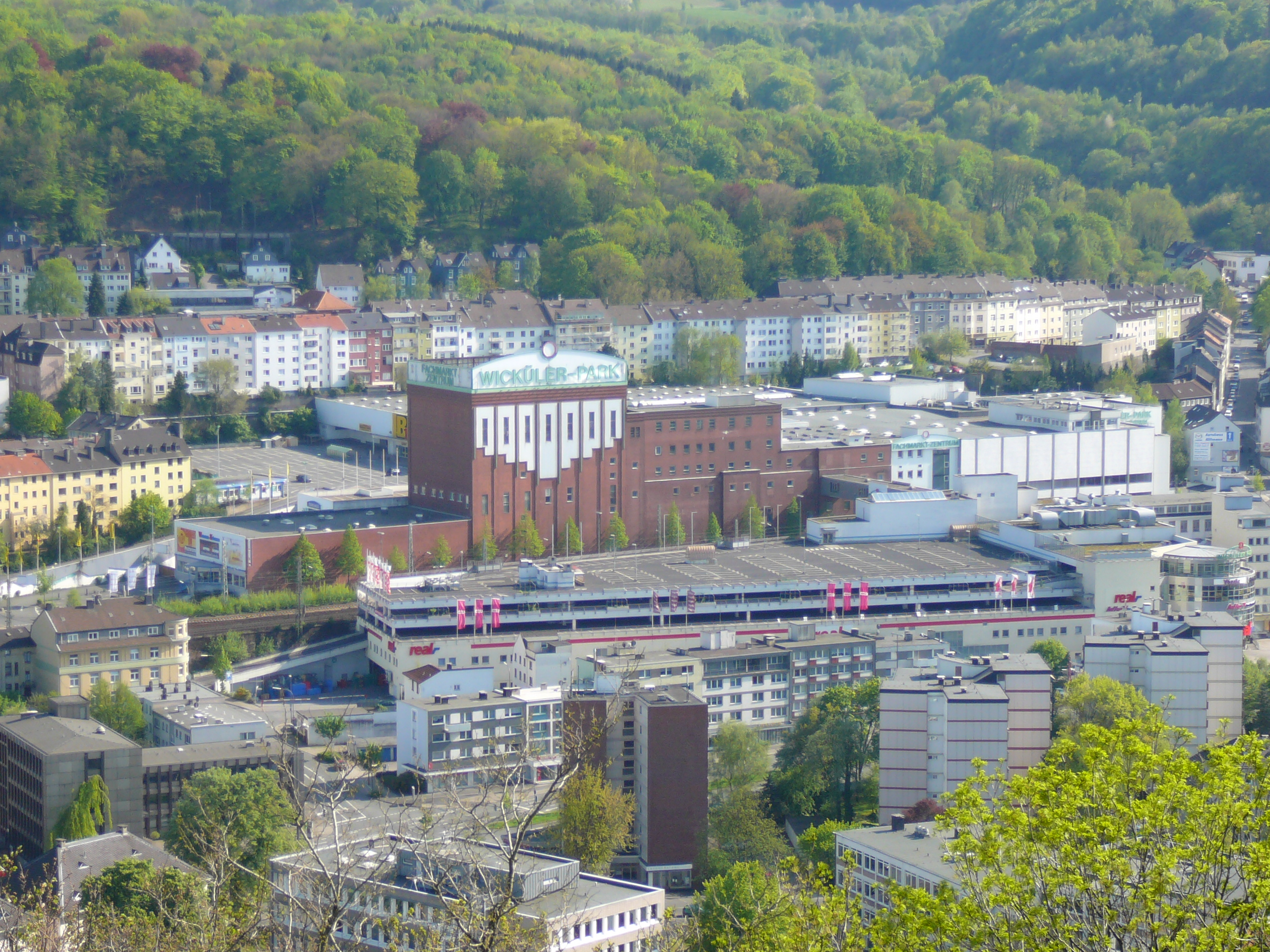
Mittig die Bahnstrecke Elberfeld–Dortmund, dahinter (südlich) der Fachmarktbereich, davor (nördlich) der Handelsbereich

Die Gebäudekomplex der Wicküler City besteht aus drei Gebäuden mit 30 Räumlichkeiten auf sechs Ebenen mit insgesamt 66.000 m². Die Handelsfläche umfasst etwa 28.300 m², von denen 13.300 m² nördlich der Bahnstrecke liegen und zentrenrelevantem Einzelhandel sowie Gastronomie vorbehalten sind, 15.000 m² befinden sich südlich dieser Strecke und umfassen Fachmärkte. Die übrigen 37.700 m² sind Büroflächen.
Auf den Parkplätzen Brauturm und Media Markt sowie im nördlich gelegenen Parkhaus Hauptgebäude mit seinen drei Ebenen befinden sich insgesamt 1580 Parkplätze. Das nördliche und das südliche Gebäude sind durch eine überdachte Fußgängerbrücke über die Bahnstrecke miteinander verbunden.
Durch die auffällige, großflächige Ziegelsteinfassade des südlichen Gebäudes kommt dem mehrgeschossigen Gebäudekomplex eine stadtbildprägende Bedeutung zu.

## Kunst/Kultur

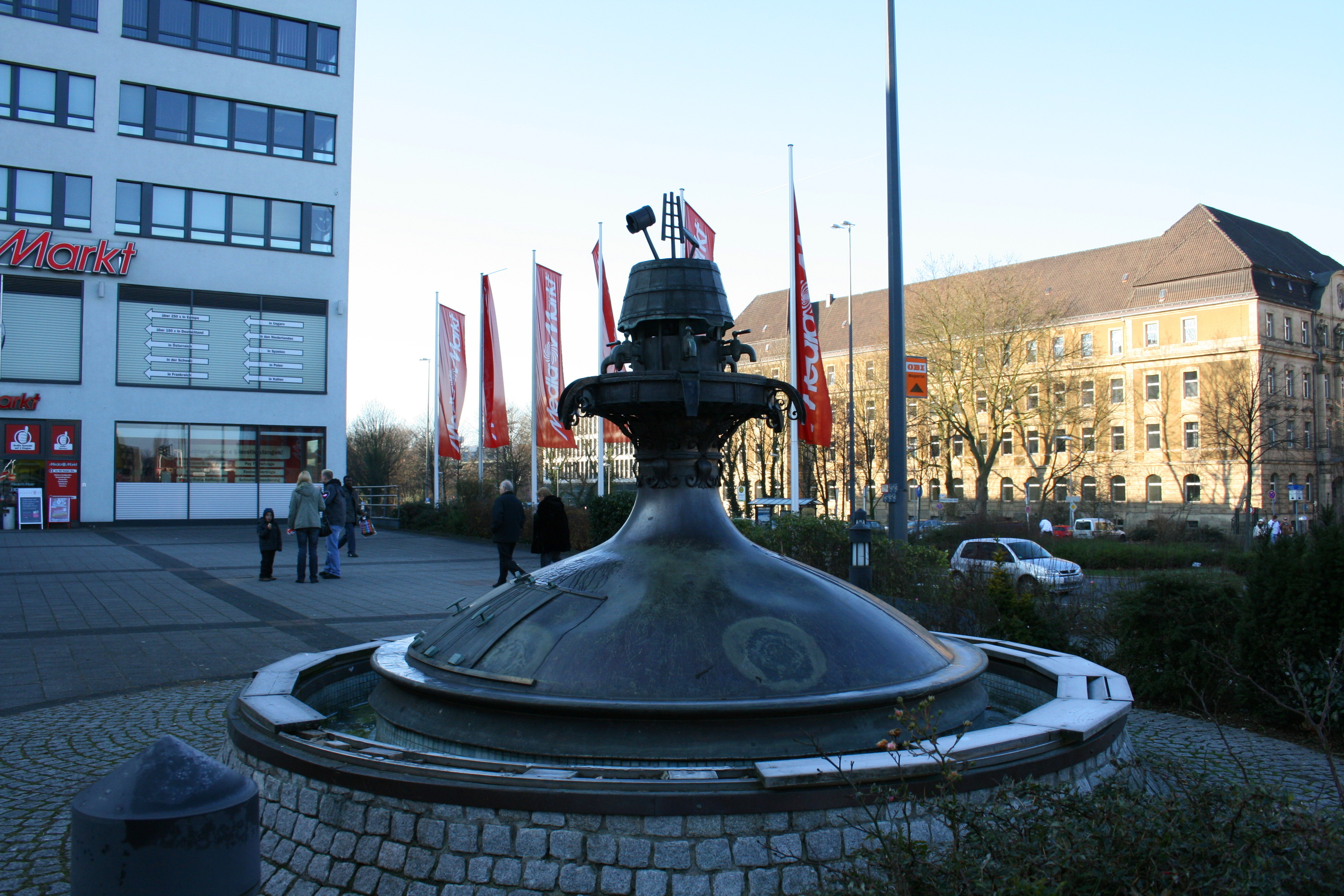
Der Wickülerbrunnen

1989 wurde der kupferne Wickülerbrunnen eingeweiht. Er besteht aus einer Sud- und einer Maischepfanne und zeigt die Brauerei-Insignien Bottich, Darre und Schöpfkelle. Nach der Übernahme des Grundstücks durch die Unternehmensgruppe Clees sowie der Umgestaltung zum Wicküler Park wurde er auf den Vorplatz des gegenüberliegenden Elektrofachmarkts verlegt.
Seit 2005 ist die Wicküler City eine von elf Wuppertaler Stationen der Fußballroute NRW, die als Fahrradroute 15 Städte Nordrhein-Westfalens mit national oder international bekannten Fußballvereinen miteinander verbindet. Die ersten Zeilen des Textes auf der Infotafel lauten:

„‚Männer wie wir – Wicküler Bier!‘ Dieser berühmte Werbeslogan für das frische Helle aus dem Bergischen ist mittlerweile ebenso Vergangenheit wie die Wicküler-Brauerei selbst und sogar der Wuppertaler SV. Geblieben ist allein der Name für dieses Einkaufszentrum.“

Im Oktober 2014 war das nördliche Parkhaus der Wicküler City Veranstaltungsort des Projekts Underground des Tanztheaters Pina Bausch unter Beratung des Choreografen Mark Sieczkarek.
Im Zuge der Umgestaltung zur Wicküler City wurden und werden im Gebäudeinneren Leuchtwände und Leuchtstelen montiert, die Wuppertaler Bildmotive sowie historische Ansichten der Wicküler-Brauerei zeigen.